# Asnières-en-Bessin
Asnières-en-Bessin – miejscowość i gmina we Francji, w regionie Normandia, w departamencie Calvados.
Według danych na rok 1990 gminę zamieszkiwało 61 osób, a gęstość zaludnienia wynosiła 13 osób/km² (wśród 1815 gmin Dolnej Normandii Asnières-en-Bessin plasuje się na 825. miejscu pod względem liczby ludności, natomiast pod względem powierzchni na miejscu 909.).